# Escadrons de la mort (Uruguay)
Pour un article plus général, voir Escadron de la mort.
Les Escadrons de la mort (dont les DAN, les CCT ou Comando Caza Tupamaros, « Commandos de chasse aux Tupamaros », ou les JUP, Juventud Uruguaya de Pie ou « Jeunesse uruguayenne debout ») étaient des groupes paramilitaires d'extrême droite uruguayens, qui firent plusieurs attentats et assassinats dans les années 1960-70. Liés à l'armée, nombre de ses membres intégrèrent ensuite les services de sécurité de la dictature. Des rapports déclassifiés ont confirmé l'aide économique apportée par l'Argentine, le Brésil et le Paraguay, ainsi que le soutien apporté à ce groupe et d'autres escadrons similaires par le gouvernement de Jorge Pacheco Areco puis de Bordaberry. Washington était au courant des liens entre les paramilitaires et le régime. En novembre 2009, le photographe de la police Nelson Bardesio et Pedro Freitas ont été condamnés pour l'assassinat d'Héctor Castagnetto, l'arrêt reconnaissant que les escadrons agissaient sous la responsabilité des gouvernements constitutionnels de l'époque, d'abord celui de Jorge Pacheco Areco puis celui de Bordaberry.

## Années 1970
Les escadrons de la mort, désignés comme l'« Escadron de la mort », organisaient de nombreux attentats et assassinats contre des journalistes et militants politiques, ainsi que contre les locaux du Front large (coalition de gauche) . Leurs agissements furent rendus publics avec la confession de Nelson Bardesio, un photographe de la police lié depuis 1967 avec la CIA , enlevé par les Tupamaros le 24 février 1972 et qui confessa les liens de la police et du gouvernement avec les paramilitaires. Il détailla ainsi les circonstances de l'enlèvement et de l'assassinat du disparu Héctor Castagnetto (17 août 1971; sa sœur avait été incarcérée deux mois pour avoir distribué des flyers sur la Monty, une banque dont les Tupamaros avaient révélé la corruption), ajoutant que Miguel Sofía, le capitaine Jorge Nader et l'inspecteur de police Víctor Castiglioni avaient participé à cet assassinat . 
Nelson Bardesio, qui ne fut pas torturé par les Tupamaros,, révéla que ces groupes remontaient jusqu'au plus haut de l'appareil d'État, étant dirigés par Armando Costa y Lara, sous-secrétaire du ministère de l'Intérieur  sous la présidence Jorge Pacheco Areco, tandis que le colonel Machado coordonnait, au sein du ministère de l'Intérieur, cinq groupes paramilitaires, dont le Commando de chasse aux Tupamaros (CCT) . Ces différents groupes ont participé à la mise en place, en Uruguay, de l'Opération Condor , formellement créée en novembre 1975. Le major José "Nino" Gavazzo dirigeait Condor en Uruguay . Selon Mauricio Rosencof, l'un des dirigeants tupamaro, Bardesio remplit plusieurs cahiers de confession, détaillant aussi les liens entre les escadrons de la mort et l'ambassade des États-Unis ainsi que la CIA .
Un autre membre de l'Escadron, le sous-commissaire Mario Benítez, informa mi-1972 le sénateur démocrate-chrétien Juan Pablo Terra (es) des actions de l'Escadron, qui transmit toutes ces informations au ministre de l'Education et de la Culture, Julio María Sanguinetti, celui-là même qui fit voter la loi d'amnistie en 1986 (Ley de Caducidad de la Pretensión Punitiva del Estado (es)). Juan Pablo Terra fit ainsi une déclaration publique à ce sujet devant le Sénat les 7 et 8 juin 1972.
La confession de Nelson Bardesio fut lue devant le Parlement par le député Enrique Erro. La colonne 15 des Tupamaros annonça publiquement la condamnation à mort de plusieurs membres des Escadrons, malgré l'opposition de José Mujica, alors emprisonné, ainsi que de Mauricio Rosencof. Le capitaine Ernesto Moto fut ainsi abattu le 14 avril 1972, en même temps que le sous-commissaire Óscar Delega et l'ex-sous-secrétaire de l'Intérieur Armando Costa y Lara, le plus haut responsable des escadrons de la mort (malgré l'opposition du gouvernement de Tabaré Vázquez à de telles commémorations, la tombe d'Armando Costa y Lara fit l'objet d'une cérémonie des Forces armées uruguayennes en 2006). Ces dernières répliquèrent, en assassinant quelques heures plus tard le journaliste tupamaro Luis Martirena et son épouse, fusillant aussi quatre Tupamaros dans une autre maison (Candán Grajales, Horacio Rovira, Gabriel Schroeder et Armando Blanco). Le dirigeant tupamaro Eleuterio Fernández Huidobro est alors arrêté dans la maison de Luis Martirena, ne devant la vie sauve qu'à l'arrivée d'un juge.
Le 16 avril 1972, l'état de guerre interne fut voté par le Parlement, les prisonniers politiques passant désormais sous la tutelle de la justice militaire, tandis que la torture était généralisée.
Sous la dictature (1973-1985), Nelson Bardesio travailla pour la CIA, puis se convertit en pasteur évangélique.

## Transition démocratique
Avec la transition démocratique, le député Nelson Lorenzo Rovira (Izquierda Democrática Independiente, groupe membre du Frente Amplio) et l'avocat José Luis Baumgartner, portèrent plainte contre l'Escadron de la mort, les accusant notamment de l'assassinat de Manuel Antonio Ramos Filippini (31 juillet 1971) et d'Ibero Gutiérrez, un militant du Mouvement du 26 mars (28 février 1972 ,), et des disparitions forcées d'Abel Adán Ayala (16 juillet 1971) et d'Héctor Castagnetto (17 août 1971). Aucune de ces personnes ne s'était engagée dans des actions armées.
Ils rendaient aussi responsable le groupe d'attentats contre Arturo Dubra, Alejandro Artucio, María Esther Gilio (es) et Manuel Liberoff, utilisant des explosifs faits à l'aide de produits obtenus via la SIDE argentine. L'enquête ultérieure sur la disparition d'Héctor Castagnetto révéla que le groupe de Nelson Bardesio avait été entraîné par la SIDE.

## Enquête sur la disparition d'Héctor Castagnetto
En 2007, une enquête a été ouverte en Uruguay contre les agissements des Escadrons de la mort, sur la base d'un document des États-Unis montrant qu'ils avaient enlevé l'étudiant en agronomie Héctor Castagnetto le 17 août 1971 avant de l'assassiner. Castagnetto avait été enlevé par deux membres du Departamento 5 de Información e Inteligencia de l'armée uruguayenne, qui donnèrent ensuite son cadavre au capitaine Jorge Nelson Nader Curbelo, qui le jeta dans le Rio de la Plata, Castagnetto restant donc desaparecido. Sa disparition est consignée dans le rapport de la Comisión para la Paz. L'enquête, qui aboutit à la condamnation en novembre 2009 de Nelson Bardesio, après son arrestation en 2008 puis son extradition par l'Argentine, et de Pedro Freitas, montra que leur groupe était lié au sous-commissaire de police Hugo Campos Hermida (en), qui aurait participé à l'assassinat, en mai 1976, des parlementaires Zelmar Michelini et Héctor Gutiérrez à Buenos Aires, ainsi qu'à la disparition forcée des nièces du poète argentin Juan Gelman.

## Chronologie criminelle des Escadrons de la mort
- janvier 1971 : attentat contre le domicile d'Arturo Dubra, avocat des Tupamaros [13];
- juin 1971 : attentat contre le domicile d'Alejandro Artucio, avocat des Tupamaros[13];
- 16 juillet 1971 : enlèvement puis assassinat de l'étudiant en médecine Abel Adán Ayala[3];
- 22 juillet 1971 : vague d'attentats contre des locaux du Front large[13];
- 23 juillet 1971 : assassinat de l'étudiant Hebert Nieto, tué par un sniper[3];
- 31 juillet 1971 : assassinat de l'étudiant Manuel Antonio Ramos Filippini[3], ex-collaborateur des Tupamaros[13], revendiqué par le « Commando de chasse aux Tupamaros »[13];
- 17 août 1971 : le cadavre d'Héctor Castagnetto est jeté dans le Rio de la Plata[3];
- 1er septembre 1971 : assassinat de l'étudiant en médecine Julio Cesar Espósito [3];
- 7 novembre 1971 : attaque par balles contre l'omnibus transportant le candidat présidentiel du Front large, Líber Seregni, et son colistier Juan José Crottogini (es); un enfant est tué[3];
- 28 février 1972 : assassinat d'Ibero Guttiérez, après avoir été torturé[3];